# Mantellinae
Mantellinae é uma subfamília de rã da família Mantellidae nativa de Madagáscar